# Salamon Ella
Salamon Ella (Kolozsvár, 1902. október 13. – Kolozsvár, 1999. február 10.) erdélyi magyar nyelvész, tankönyvíró, szerkesztő. Salamon László (1881) felesége.

## Életútja
Középiskolai tanulmányait Kolozsvárt, a Marianumban végezte. 1923-ban Frankfurt am Mainban német nyelv és irodalom, 1927 és 1931 között a párizsi Sorbonne-on francia nyelv és irodalom szakos tanulmányokat folytatott. 1923 és 1927 között részt vett a Cheresteşiu-féle román–magyar és magyar–román szótár munkálataiban. Munkásújságok és -naptárak számára rendszeresen fordított antifasiszta irodalmat. 1944-ben deportálták, de megszökött a gettóból s Budapesten rejtőzködött. Hazatérve, 1950 és 1952 között az Állami Tankönyvkiadó kolozsvári részlegének felelős szerkesztője, 1952-től 1960-ig középiskolai magyar nyelv és irodalom tanár.

## Kötetei
- Szerkesztette Victor Cheresteşiu újabb Román–magyar és magyar–román szótárát (Kolozsvár, 1945).
- Magyar olvasókönyv felnőttek számára. II. évf. c. kötetét (nevének feltüntetése nélkül) az Állami Tanügyi és Pedagógiai Könyvkiadó jelentette meg 1953-ban.